# Novoli
Pour les articles homonymes, voir Novoli (Florence).
Novoli est une commune italienne de la province de Lecce, dans la région des Pouilles. Elle s'appelait à l'origine Santa Maria de Novis.

## Histoire
À partir de 1520 en copropriété, puis à partir de 1532 en propriété exclusive, le fief passa sous la domination de la famille Mattei et connait une période de splendeur. La famille fait construire le palais baronnial et de nombreuses églises, parmi lesquelles l'église Sant'Andrea Apostolo, l'église Sant'Antonio abate et l'église San Salvatore, caractérisée par sa forme octogonale. Après les Mattei, le fief passa sous le contrôle des Carignani jusqu'en 1806, date de l'abolition du système féodal.

## Démographie
Au 31 mai 2025, la commune compte 7 453 habitants. Une minorité immigrée visible s'établit également, en 2017, à 280 personnes (110 venant du Sénégal et 25 de Roumanie).

## Lieux historiques

### Palazzo Baronale
Bâti au début du XVIe siècle. Il fut le siège d'une importante bibliothèque.

### Teatro Comunale
L'édification de ce théâtre remonte à la première moitié du XIXe siècle.

## Fêtes et foires
Le soir du 16 janvier se déroule Notte della Focara (« La nuit du feu »), on allume[style à revoir] un grand feu qui peut atteindre 25 mètres de haut.

## Administration
| Période                                  | Période       | Identité             | Étiquette       | Qualité           |
| ---------------------------------------- | ------------- | -------------------- | --------------- | ----------------- |
| 5 avril 2005                             | 2 juin 2015   | Oscar Marzo Vetrugno | (liste civique) | Maire             |
| 2 juin 2015                              | 10 avril 2018 | Gianmaria Greco      |                 | Maire             |
| 10 avril 2018                            | 27 mai 2019   | Paola Mauro          |                 | Commissaire préf. |
| 27 mai 2019                              | En cours      | Marco De Luca        | (liste civique) | Maire             |
| Les données manquantes sont à compléter. |               |                      |                 |                   |

### Hameaux
- Villa Convento.

### Communes limitrophes
- Arnesano, Campi Salentina, Carmiano, Lecce, Trepuzzi, Veglie.

## Armoiries
Les armoiries et le drapeau de Novoli sont accordés par décret du président de la République du 8 mai 1992.
Description héraldique des armoiries :

« D'argent, à une branche de vigne de sinople, placée en bande, coupée vers le haut, munie d'un cirrus, d'un vrille, de deux folioles, d'un autre vrille, de sinople, tournés en barre vers la pointe, la grappe centrale plus grande, cette branche se terminant par un cirrus de sinople, placée dans le canton gauche de la pointe. Ornements extérieurs de la commune. »

— D.P.R., le 8 mai 1992